# Vladimir Jengibarjan

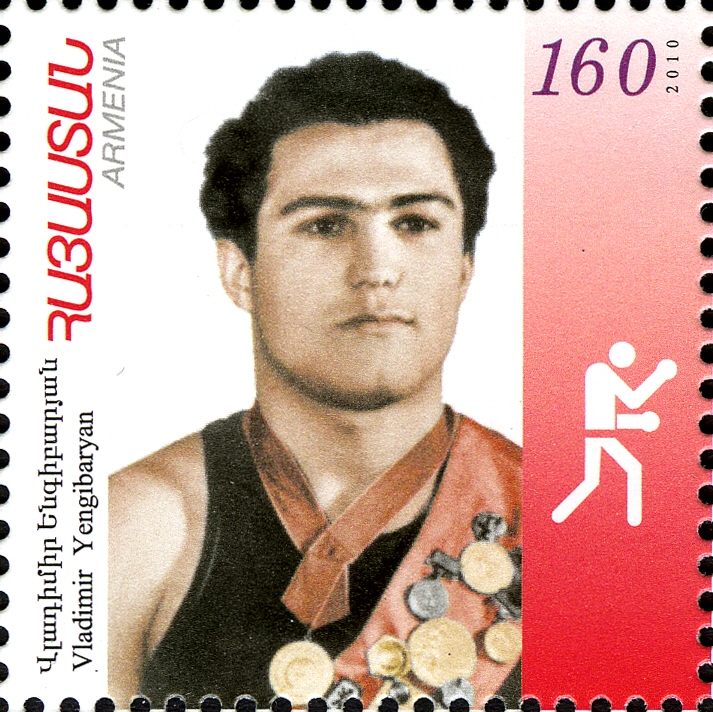
Jengibarian afgebeeld op een Armeense postzegel

Vladimir Nikolajevitsj Jengibarian (Russisch: Владимир Николаевич Енгибарян, Armeens: Վլադիմիր Ենգիբարյան) (Jerevan, 24 april 1932 – Los Angeles, 1 februari 2013) was een Armeens weltergewichtbokser. In 1957 werd hij onderscheiden als Master of Sports door de Sovjet-Unie.
Jengibarian was een bokser die uitkwam voor de Sovjet-Unie. Hij was Europees kampioen in 1953, 1957 en 1959. Hij won de gouden medaille op Olympische Zomerspelen van 1956 in Melbourne. Hij was ook actief bij de Olympische Zomerspelen van 1960 in Rome, maar beëindigde daarna zijn bokscarrière. 
Na zijn carrière richtte hij de eerste sportschool voor jongeren op in zijn geboorteplaats Jerevan. In 1992 verhuisde hij naar Los Angeles, waar hij in 2013 overleed.
1952: Charles Adkins ·
1956: Vladimir Jengibarjan ·
1960: Bohumil Němeček ·
1964: Jerzy Kulej ·
1968: Jerzy Kulej ·
1972: Ray Seales ·
1976: Ray Leonard ·
1980: Patrizio Oliva ·
1984: Jerry Page ·
1988: Vjatsjeslav Janovski ·
1992: Héctor Vinent ·
1996: Héctor Vinent ·
2000: Moechammadkadyr Abdoellajev ·
2004: Manus Boonjumnong ·
2008: Manuel Félix Díaz ·
2012: Roniel Iglesias ·
2016: Fazliddin Gaibnazarov